# 경제사상사

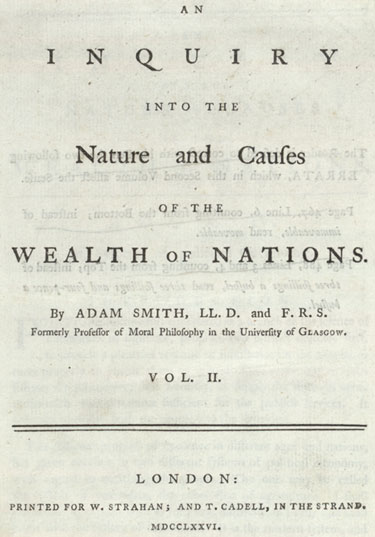
애덤 스미스의 국부론 표지

경제사상사(經濟思想史) 혹은 경제학설사는 고대에서부터 현대에 이르기까지 나타난 정치경제학과 경제학의 제반 사상들에 대한 역사를 다루는 학문이다. 넓게는 고대 그리스의 철학자인 아리스토텔레스의 경제와 관련한 생각에까지 소급하기도 하나 근대의 경제사상에 대하여는 고전경제학, 특히 애덤 스미스로부터 출발하여 현대에 이르는 경제 이론 및 사상을 주요 탐구 대상으로 한다.

## 초기 경제 사상
현재 알려진 가장 오래된 경제 관련 문서는 고대 인도의 재상 차나키아가 저술한 아르타샤스트라이다. 고대 그리스의 플라톤이 저술한 《국가》에 등장하는 노동 계층의 특성에 관한 토론을 경제 사상으로 다루기도 한다.

## 중상주의
중상주의는 중세를 벗어난 유럽에서 국가의 경제에 대한 경험적이며 실제적인 사상과 정책을 내놓았던 경제 이론이었다. 중상주의는 16세기부터 18세기까지 유럽을 지배했다. 크리스토퍼 콜럼버스와 다른 탐험가들의 15세기 항해 이후, 신대륙과 아시아와의 무역을 위한 새로운 기회를 열었고, 새로이 권력을 잡은 군주국들은 그들의 지위를 높이기 위해 더 강력한 군사 국가가 되기를 원했다. 중상주의는 국가의 군사력을 이용해 지역 시장과 공급원이 보호되도록 하는 정치 운동이자 경제 이론으로 보호주의를 야기했다. 중상주의 이론가들은 국제 무역이 동시에 모든 나라에 이익을 줄 수는 없다고 주장했다. 돈과 귀금속이 유일한 부의 원천이었고, 한정된 자원을 국가간에 배분해야 하기 때문에 관세는 국내로 돈을 들여오는 수출을 장려하고, 해외로 돈을 보내는 수입을 억제하는 데 사용되어야 한다고 주장했다.

## 영국의 계몽주의
영국의 계몽주의 철학자들은 경제적 문제에 대해 많은 고찰을 하였다. 존 로크, 데이비드 흄과 같은 학자들이 대표적이다. 데이비드 흄은 중상주의적인 주장을 공격했다. 흄은 무역의 유리한 균형을 위해 노력하는 것은 바람직하지 않다고 생각했다. 흄은 수출의 어떤 이익도 금과 은의 수입으로 지불될 것이라고 주장했다. 흄에 의하면, 이것은 통화 공급을 증가시켜 가격을 상승시킬 것이고, 그것은 다시 수입과의 균형이 회복될 때까지 수출 감소를 초래할 것이다.
버나드 맨더빌의 주요 논제는 인간의 행동을 더 비천한 것과 귀한 것으로 나눌 수 없다는 것이다. 인간의 귀한 삶은 정부와 사회의 관계를 단순화하기 위해 철학자들과 통치자들에 의해 소개된 단순한 허구이다. 그가 "자연의 충동과 반대로 인간이 다른 사람의 이익을 위해 노력해야 하는 모든 행위, 또는 선하다는 이성적인 야망에서 자신의 열정을 정복해야 하는 행위"라고 정의했던 미덕은 실제로 국가의 상업적, 지적 진보에 해롭다. 사치스러운 생활과 관련하여 발명과 자본의 유통을 통해 사회를 행동과 진보로 자극하는 것은, 바로 악덕이기 때문이다.

## 중농주의
중농주의는 왕의 제정고문으로서 왕국 재화의 출납과 회계를 전문적으로 처리하였다. 이들은 회계와 경제적 개념의 발달에 영향을 주었다. 프랑수아 케네와 같은 인물이 대표적이다.
프랑수아 케네는 무역과 산업이 부의 원천이 아니라고 믿었다. 그는 임대료, 임금, 구매의 형태로 경제를 통해 유입된 농업흑자가 진정한 경제적 이득이라고 주장했다. 먼저, 규제는 모든 사회 계층에서 소득의 흐름을 방해하고 따라서 경제 발전을 방해한다고 케네는 말했다. 둘째로, 농부들과 같은 생산적 계층에 대한 세금은 토지 소유자와 같은 비생산적 계층에 대한 상승에 유리하게 줄여야 하는데, 그들의 사치스러운 생활방식이 소득의 흐름을 왜곡시키기 때문이다.
자크 튀르고(1727–1781)는 파리에서 노르만족의 오래된 가정에서 태어났다. 그는 케네의 이론을 발전시켰다. 튀르고는 사회를 생산적인 농업 계층, 봉급생활자 계층, 토지 소유 계층 등 세 계층으로 보았다. 그는 토지의 순생산에만 세금을 부과해야 한다고 주장했고, 상업과 산업의 완전한 자유를 주장했다.

## 고전경제학
애덤 스미스는 근대 경제학의 아버지로 널리 알려져 있다. 그의 1776년 《국부론》의 출판은 프랑스 혁명의 유럽 전역의 격변 직전에 미국 혁명과 일치했을 뿐만 아니라, 그 어느 때보다도 더 큰 규모의 부를 창출할 수 있게 해준 새로운 산업 혁명의 여명과도 일치했다. 스미스는 스코틀랜드의 도덕 철학자였으며, 그의 첫 번째 책은 《도덕감정론》(1759)였다. 그는 그 속에서 사람들의 윤리적 체계는 다른 개인과의 개인적인 관계를 통해 발전하며, 옳고 그름은 한 개인의 행동에 대한 다른 사람들의 반응을 통해 감지된다고 주장했다. 스미스가 《국부론》을 출판할 당시, 각 개인의 경제적 자유는 지금처럼 중요하게 여겨지고 있지 않았다. 국가가 개인의 경제 활동을 통제하는 것은 자연스럽게 여겨졌고, 세금, 수출입 규제 등은 체계적인 이론적 바탕 없이 자의적으로 이뤄지고 있었다. 스미스는 시장의 자율적인 조정 능력을 강조하며 개인이 사적 이익을 추구할 수 있도록 내버려두는 것이 사회 전체의 이익에 기여한다는 것을 보였다. 스미스는 국가가 개인의 경제 활동에 개입하지 않아도 시장에서의 가격 조정을 통해 수요와 공급이 균형을 이룬다고 주장했다. 이런 시장의 기능을 그는 보이지 않는 손이라고 표현하기도 했다. 스미스는 또한 분업의 이점을 논리적으로 설명하였고, 노동가치설을 설명하기도 했다.
국부론 이후, 맬서스, 리카도, 밀, 마르크스 등이 스미스를 계승하여 가치론, 분배 이론, 국제 무역에 대한 설명을 제공했다.
제레미 벤담은 급진적인 사상가였으며, 공리주의의 개념을 발전시켰다. 벤담은 무신론자, 교도소 개혁자, 동물 권리 운동가였으며, 보편적 참정권, 언론의 자유, 자유무역, 건강보험을 지지한 사람이었다. 익명으로 출판된 그의 첫 저서는 영국의 법에 대한 윌리엄 블랙스톤의 논평에 대한 비평이었다. 1789년 《도덕과 입법의 원리 시론》에서 벤담은 그의 효용 이론을 제시했다.
데이비드 리카도는 런던에서 태어났다. 26세에 그는 부유한 주식 시장 상인이 되었다. 리카도의 가장 잘 알려진 기여는 국제 무역 장벽에 대한 그의 비판과 인구에게 소득이 분배되는 방식에 대한 설명을 담고 있는 《정치경제학 및 과세의 원리》이다.

## 19세기 사회주의
마르크스주의는 19세기의 경제 사상들 가운데 중요한 흐름의 하나이다. 마르크스는 자신의 책 《자본론》에서 자본주의를 분석 비판하였으며 이후 많은 분야에 영향을 주었다.
마르크스는 물질적 부의 본질, 부의 대상이 어떻게 인식되고 어떻게 사용될 수 있는지에 대한 광범위한 형이상학적 논의에서 "상품"이라는 단어를 사용한다. 상품은 자연계의 물건과 대조된다. 사람들이 그들의 노동을 어떤 물건과 섞으면 그것은 "상품"이 된다. 자연 세계에는 나무, 다이아몬드, 철광석 그리고 사람들이 있다. 마르크스는 상품들은 이중적 성격, 즉 이중적 가치를 가지고 있다고 말한다. 그는 물건의 사용가치와 교환가치를 구별한다. 상품의 사용가치는 그 상품이 사용되거나 소비되는 경우에만 존재한다. 마르크스는 "잉여 가치"와 "사회적으로 필요한 노동 시간"이라는 그의 사상을 가치의 고전적인 노동 이론과 임대 이론과 연결시켰다. 마르크스는 사람들이 반짝이는 다이아몬드와 같은 상품들을 과대평가한다고 이론화했다. 마르크스는 사용/교환 구분을 노동계에 적용하였으며, 고용주가 노동자가 "사용가치"로 생산하는 것보다 "교환가치"로 노동자에게 임금을 적게 지급한다고 주장하였다. 마르크스는 자본주의는 착취의 체계라고 말한다.

## 신고전파 경제학
애덤 스미스 이후, 경제학이 방법론 상의 큰 변화를 겪은 것은 한계 혁명 이후이다. 한계 혁명 이후, 경제학자들은 물리학의 프레임워크를 받아들여 미적분을 사용한 수학적인 모형을 개발했다. 일반 균형 모형이 연구된 것이 이 시대이다. 경제학이 현대의 주류 경제학과 가까운 모습으로 정착한 것은 이 때 이후다.
이에 따르면, 합리적인 경제주체는 한계 효용이 한계 비용과 같아지는 지점을 선택한다. 이 원리는 현대에서도 다수의 경제 모형의 결론에서 발견할 수 있는 원리이다.
신고전파 경제학은 1870년대에 발전했다. 세 개의 주요 학파가 있었다. 케임브리지 학파는 1871년에 출판된 윌리엄 스탠리 제번스가 대표했다. 오스트리아 학파는 카를 멩거, 오이겐 폰 뵘바베르크, 프리드리히 폰 비저로 구성되어 자본 이론을 발전시키고 경제 위기를 설명하려고 했다. 로잔 학파는 레옹 발라스와 빌프레도 파레토가 주도하여 일반 평형 이론과 파레토 효율 이론을 발전시켰다.
이 시대에 경제학은 처음으로 대학에 독립된 학과로 개설되었다. 알프레드 마셜이 1903년에 케임브리지 대학에 경제학과를 개설한 것이 최초이다.

## 제도주의
미국 중서부 지방 출신으로 시카고 대학에서 일했던 소스타인 베블런은 《유한계급론》에서 물질주의 문화와 부를 눈에 띄게 소비하는 부자들에 대한 경멸을 표현했다.

## 계량경제학
1930년대 노르웨이의 경제학자 랑나르 안톤 시틸 프리슈(1895–1973)와 네덜란드의 경제학자 얀 틴베르헌(1903–1994)은 계량경제학 분야를 개척했다. 1936년 러시아계 미국인 경제학자 바실리 레온티에프(1905년–1999년)는 선형대수를 사용하고 컴퓨터에 이상적으로 적합한 경제학 입출력 모델을 제안하여 1973년 노벨 경제학상을 받았다. 제2차 세계 대전 이후, 로런스 클라인은 계량 모델링 분야에서 컴퓨터의 사용을 개척했다.

## 케인스주의
마셜의 제자였던 존 메이너드 케인스는 국가의 전체적인 관점에서 경제를 설명하려 했다. 그는 현대에 사용되는 재정 정책과 통화 정책 등의 경기 부양 정책의 기초적인 논리를 마련했다. 그는 거시경제학의 아버지로 불린다. 그는 경기 불황시에 국가의 적극적인 개입을 강조했다.

## 게임이론
1944년에 존 폰 노이만과 오스카 모겐스턴은 게임의 이론과 경제 행위라는 책을 출간한다. 이는 게임 이론의 시초가 되는 저작으로 여겨진다. 게임 이론은 경제 행위자간 상호작용을 다루는 경제학의 분야이다.

## 시카고 학파
시카고 대학교를 중심으로 생겨난 학파로 미국학파라고도 하며 신자유주의로 분류된다.

## 같이 보기
- 회사법
- 경제사
- 노동법
- 토마스 아퀴나스
- 아리스토텔레스
- 케네스 애로
- 제러미 벤담
- 에드먼드 버크
- 리처드 캉티용
- 로널드 코스
- 존 R. 커먼스
- 프리드리히 엥겔스
- 밀턴 프리드먼
- 토머스 홉스
- 데이비드 흄
- 윌리엄 스탠리 제번스
- 존 메이너드 케인스
- 존 로크
- 앨프리드 마셜
- 카를 마르크스
- 존 스튜어트 밀
- 토머스 먼
- 윌리엄 페티
- 프랑수아 케네
- 데이비드 리카도
- 조안 로빈슨
- 둔스 스코투스
- 아마르티아 센
- 애덤 스미스
- 피에로 스라파
- 조지 스티글러
- 소스타인 베블런
- 윌리엄 헤이그
- 로버트 하일브로너
- 실비아 나사르
- 머리 로스바드
- 조지프 슘페터
- 레슬리 스티븐